# Пак Чхоль
Пак Чхоль (кор. 박철; род. 8 ноября 1990) — северокорейский бегун-марафонец, выступавший на международном уровне в 2012—2018 годах. Обладатель серебряной медали чемпионата Азии по марафону, победитель и призёр ряда крупных международных стартов, участник летних Олимпийских игр в Рио-де-Жанейро.

## Биография
Пак Чхоль родился 8 ноября 1990 года.
Впервые заявил о себе на марафонской дистанции в сезоне 2012 года, когда с результатом 2:19:40 занял 17-е место на домашнем Пхеньянском марафоне.
В 2013 году финишировал пятым на Пхеньянском марафоне (2:13:49), шестым на Макаоском международном марафоне (2:16:54).
В 2014 году одержал победу на Пхеньянском марафоне, установив при этом свой личный рекорд — 2:12:26. В составе северокорейской сборной стартовал в марафоне на Азиатских играх в Инчхоне, где с результатом 2:14:34 пришёл к финишу пятым.
В 2015 году с результатом 2:16:09 закрыл двадцатку сильнейших Гонконгского марафона, выиграл серебряную медаль разыгрывавшегося здесь чемпионата Азии по марафону. Позднее был пятым на Пхеньянском марафоне (2:19:18). Принимал участие в марафонском забеге на чемпионате мира в Пекине — показал время 2:15:44 и занял 11-е место.
В 2016 году вновь выиграл Пхеньянский марафон (2:14:10.9). Благодаря этому успешному выступлению удостоился права защищать честь страны на летних Олимпийских играх в Рио-де-Жанейро — в программе марафона показал время 2:15:27, расположившись в итоговом протоколе соревнований на 27-й строке. Также в этом сезоне финишировал четвёртым на марафоне в Макао (2:17:24).
В 2017 году в третий раз превзошёл всех соперников на Пхеньянском марафоне (2:14:56), стал четвёртым на чемпионате Азии по марафону в Дунгуане (2:16:19).
В 2018 году бежал марафон на Азиатских играх в Джакарте, с результатом 2:36:22 закрыл десятку сильнейших.